# Aaron Stainthorpe
Aaron Stainthorpe (ur. 12 listopada 1968) – angielski wokalista, współzałożyciel grupy muzycznej My Dying Bride. Jest także artystą grafikiem, stworzył oprawy graficzne do części wydawnictw swojego macierzystego zespołu.

## Dyskografia
| My Dying Bride - As the Flower Withers (1992, Peaceville Records) - Turn Loose the Swans (1993, Peaceville Records) - The Angel and the Dark River (1995, Peaceville Records) - Like Gods of the Sun (1996, Peaceville Records) - 34.788%... Complete (1998, Peaceville Records) - The Light at the End of the World (1999, Peaceville Records) - The Dreadful Hours (2001, Peaceville Records) - Songs of Darkness, Words of Light (2004, Peaceville Records) - A Line of Deathless Kings (2006, Peaceville Records) - For Lies I Sire (2009, Peaceville Records) - Evinta (2011, Peaceville Records) - A Map of All Our Failures (2012, Peaceville Records) - Feel the Misery (2015, Peaceville Records) |  | Gościnnie - Disincarnate - Dreams of the Carrion Kind (1993, Roadrunner Records) - Dominion - Interface (1996, Peaceville Records) - Angtoria - God Has a Plan for Us All (2006, Listenable Records) Oprawa graficzna - Entity - The Payment (EP, 1996, Megagrind Productions) - Divine Silence - Promise You (2001, Dark Wish) - Dead Dawn Rising - Dead Dawn Rising (2008, O.B.S.E. Prods.) - Begrime Exemious - Impending Funeral of Man (2010, Dark Descent Records) |

## Filmografia
- Over the Madness (2007, film dokumentalny, reżyseria: Diran Noubar)[7]